# Teo Fabi
Teo Fabi, geboren als Teodorico Fabi (Milaan, 9 maart 1955) is een Italiaans autocoureur en kwam tussen 1982 en 1987 uit in de Formule 1. Teo Fabi pakte in die periode drie polepositions maar reed opvallend genoeg nooit een ronde aan de leiding.
Teo Fabi's ouders waren aandeelhouders in mijnen en konden door hun financiële mogelijkheden Teo en zijn broertje Corrado alle kans geven in verschillende sporten. Teo was aanvankelijk skiër, maar stapte in navolging van Corrado over naar de autosport. In 1982 maakte hij zijn debuut in de Formule 1 voor het team van Toleman.
Na een onopvallend jaar vertrok hij naar de Verenigde Staten om te racen in de IndyCar. Fabi reed erg goed, werd Rookie Of The Year (beste debutant) en verlengde zijn contract voor 1984. Vlak daarna kreeg hij echter ook een aanbod om in de Formule 1 terug te keren bij Brabham. Aangezien de kalenders van beide klassen elkaar soms overlapten, reed zijn broer Corrado af en toe als invaller voor hem in zowel de Formule 1 als in de IndyCar.
In het najaar van 1984 overleed de vader van Fabi en werd verwacht dat Teo zijn helm aan de wilgen zou hangen om zijn vader in diens bedrijf op te volgen. Uiteindelijk zou niet Teo maar Corrado stoppen en Teo vervolgde zijn carrière bij Toleman dat een jaar later Benetton ging heten en waar hij nog twee jaar zou rijden. In die periode wist hij drie keer poleposition te bemachtigen maar slechts één podiumplaats.
In 1987 nam Fabi afscheid van de Formule 1 en ging weer rijden in de IndyCar en af en toe in SportsCars. Eind 1995 stopte Fabi met autoracen.